# Partecipanti alla E3 Saxo Classic 2025
Elenco dei partecipanti alla E3 Saxo Classic 2025.
La E3 Saxo Classic 2025 è stata la sessantasettesima edizione della corsa. Alla competizione presero parte 25 squadre: le 18 iscritte all'UCI World Tour 2025 e 7 UCI ProTeam.
Ciascuna delle squadre è composta da sette ciclisti, per un totale di 175 ciclisti accreditati alla partenza.

## Corridori per squadra
Nota: R ritirato, NP non partito, FT fuori tempo, SQ squalificato
| Alpecin-Deceuninck         | Alpecin-Deceuninck         | Alpecin-Deceuninck         | UAE Team Emirates XRG   | UAE Team Emirates XRG   | UAE Team Emirates XRG   | Team Visma-Lease a Bike | Team Visma-Lease a Bike | Team Visma-Lease a Bike |
| -------------------------- | -------------------------- | -------------------------- | ----------------------- | ----------------------- | ----------------------- | ----------------------- | ----------------------- | ----------------------- |
| Nº                         | Ciclista                   | Clas.                      | Nº                      | Ciclista                | Clas.                   | Nº                      | Ciclista                | Clas.                   |
| 1                          | Mathieu van der Poel       | 1º                         | 11                      | Florian Vermeersch      | 24º                     | 21                      | Wout Van Aert           | 15º                     |
| 2                          | Tobias Bayer               | R                          | 12                      | Filippo Baroncini       | R                       | 22                      | Edoardo Affini          | 78º                     |
| 3                          | Xandro Meurisse            | 49º                        | 13                      | Mikkel Bjerg            | 51º                     | 23                      | Tiesj Benoot            | 20º                     |
| 4                          | Juri Hollmann              | R                          | 14                      | António Morgado         | 33º                     | 24                      | Julien Vermote          | R                       |
| 5                          | Silvan Dillier             | R                          | 15                      | Juan Sebastián Molano   | R                       | 25                      | Matteo Jorgenson        | 9º                      |
| 6                          | Oscar Riesebeek            | 127º                       | 16                      | Nils Politt             | 18º                     | 26                      | Dylan van Baarle        | 65º                     |
| 7                          | Gianni Vermeersch          | 16º                        | 17                      | Tim Wellens             | 8º                      | 27                      | Tosh Van Der Sande      | 129º                    |
| Soudal Quick-Step          | Soudal Quick-Step          | Soudal Quick-Step          | Intermarché-Wanty       | Intermarché-Wanty       | Intermarché-Wanty       | XDS Astana Team         | XDS Astana Team         | XDS Astana Team         |
| Nº                         | Ciclista                   | Clas.                      | Nº                      | Ciclista                | Clas.                   | Nº                      | Ciclista                | Clas.                   |
| 31                         | Luke Lamperti              | 39º                        | 41                      | Biniam Girmay           | 22º                     | 51                      | Aaron Gate              | 112º                    |
| 32                         | Louis Vervaeke             | R                          | 42                      | Vito Braet              | 31º                     | 52                      | Evgenij Fëdorov         | 13º                     |
| 33                         | Gil Gelders                | R                          | 43                      | Hugo Page               | 74º                     | 53                      | Michele Gazzoli         | 43º                     |
| 34                         | Casper Pedersen            | 4º                         | 44                      | Jonas Rutsch            | 53º                     | 54                      | Matteo Malucelli        | R                       |
| 35                         | Pepijn Reinderink          | 80º                        | 45                      | Roel Sintmaartensdijk   | R                       | 55                      | Alessandro Romele       | NP                      |
| 36                         | Jordi Warlop               | R                          | 46                      | Adrien Petit            | R                       | 56                      | Mike Teunissen          | 10º                     |
| 37                         | Dries Van Gestel           | R                          | 47                      | Taco van der Hoorn      | 128º                    | 57                      | Davide Toneatti         | 48º                     |
| Bahrain Victorious         | Bahrain Victorious         | Bahrain Victorious         | Red Bull-Bora-Hansgrohe | Red Bull-Bora-Hansgrohe | Red Bull-Bora-Hansgrohe | Cofidis                 | Cofidis                 | Cofidis                 |
| Nº                         | Ciclista                   | Clas.                      | Nº                      | Ciclista                | Clas.                   | Nº                      | Ciclista                | Clas.                   |
| 61                         | Matej Mohorič              | R                          | 71                      | Laurence Pithie         | 73º                     | 81                      | Aimé De Gendt           | 7º                      |
| 62                         | Alberto Bruttomesso        | R                          | 72                      | Gianni Moscon           | R                       | 82                      | Clément Izquierdo       | 82º                     |
| 63                         | Roman Ermakov              | 103º                       | 73                      | Filip Maciejuk          | 95º                     | 83                      | Oliver Knight           | 113º                    |
| 64                         | Kamil Gradek               | 92º                        | 74                      | Mick van Dijke          | 81º                     | 84                      | Jan Maas                | 97º                     |
| 65                         | Vlad Van Mechelen          | 35º                        | 75                      | Sam Welsford            | R                       | 85                      | Eddy Finé               | R                       |
| 66                         | Robert Stannard            | 38º                        | 76                      | Oier Lazkano            | R                       | 86                      | Sam Maisonobe           | 71º                     |
| 67                         | Fred Wright                | 109º                       | 77                      | Tim van Dijke           | 19º                     | 87                      | Ludovic Robeet          | 132º                    |
| Decathlon AG2R La Mondiale | Decathlon AG2R La Mondiale | Decathlon AG2R La Mondiale | EF Education-EasyPost   | EF Education-EasyPost   | EF Education-EasyPost   | Groupama-FDJ            | Groupama-FDJ            | Groupama-FDJ            |
| Nº                         | Ciclista                   | Clas.                      | Nº                      | Ciclista                | Clas.                   | Nº                      | Ciclista                | Clas.                   |
| 91                         | Oliver Naesen              | 12º                        | 101                     | Owain Doull             | 44º                     | 111                     | Stefan Küng             | 6º                      |
| 92                         | Dries De Bondt             | 50º                        | 102                     | Vincenzo Albanese       | 36º                     | 112                     | Lewis Askey             | 75º                     |
| 93                         | Sander De Pestel           | 66º                        | 103                     | Madis Mihkels           | 88º                     | 113                     | Sven Erik Bystrøm       | 123º                    |
| 94                         | Oscar Chamberlain          | 98º                        | 104                     | Jack Rootkin-Gray       | 106º                    | 114                     | Johan Jacobs            | 40º                     |
| 95                         | Pierre Gautherat           | 26º                        | 105                     | Harry Sweeny            | 63º                     | 115                     | Olivier Le Gac          | R                       |
| 96                         | Rasmus S. Pedersen         | 96º                        | 106                     | Neilson Powless         | 64º                     | 116                     | Valentin Madouas        | 17º                     |
| 97                         | Aurélien Paret-Peintre     | 62º                        | 107                     | Max Walker              | 126º                    | 117                     | Clément Russo           | 114º                    |
| Ineos Grenadiers           | Ineos Grenadiers           | Ineos Grenadiers           | Lidl-Trek               | Lidl-Trek               | Lidl-Trek               | Movistar Team           | Movistar Team           | Movistar Team           |
| Nº                         | Ciclista                   | Clas.                      | Nº                      | Ciclista                | Clas.                   | Nº                      | Ciclista                | Clas.                   |
| 121                        | Filippo Ganna              | 3º                         | 131                     | Mads Pedersen           | 2º                      | 141                     | Iván García Cortina     | 25º                     |
| 122                        | Tobias Foss                | 125º                       | 132                     | Tim Declercq            | R                       | 142                     | Mathias Norsgaard       | 90º                     |
| 123                        | Bob Jungels                | 54º                        | 133                     | Alex Kirsch             | 52º                     | 143                     | Jon Barrenetxea         | 59º                     |
| 124                        | Connor Swift               | 77º                        | 134                     | Toms Skujiņš            | 11º                     | 144                     | Carlos Canal            | 28º                     |
| 125                        | Joshua Tarling             | 60º                        | 135                     | Jasper Stuyven          | 5º                      | 145                     | Iván Romeo              | R                       |
| 126                        | Ben Turner                 | R                          | 136                     | Tim Torn Teutenberg     | 131º                    | 146                     | Lorenzo Milesi          | 89º                     |
| 127                        | Samuel Watson              | 76º                        | 137                     | Mathias Vacek           | R                       | 147                     | Gonzalo Serrano         | 91º                     |
| Team Picnic PostNL         | Team Picnic PostNL         | Team Picnic PostNL         | Team Jayco AlUla        | Team Jayco AlUla        | Team Jayco AlUla        | Arkéa-B&B Hotels        | Arkéa-B&B Hotels        | Arkéa-B&B Hotels        |
| Nº                         | Ciclista                   | Clas.                      | Nº                      | Ciclista                | Clas.                   | Nº                      | Ciclista                | Clas.                   |
| 151                        | Alexander Edmondson        | 117º                       | 161                     | Michael Matthews        | 27º                     | 171                     | Luca Mozzato            | R                       |
| 152                        | Enzo Leijnse               | 119º                       | 162                     | Robert Donaldson        | 100º                    | 172                     | Donavan Grondin         | R                       |
| 153                        | Niklas Märkl               | R                          | 163                     | Jasha Sütterlin         | R                       | 173                     | Léandre Lozouet         | 115º                    |
| 154                        | Julius van den Berg        | 70º                        | 164                     | Patrick Gamper          | 102º                    | 174                     | Amaury Capiot           | NP                      |
| 155                        | Tim Naberman               | R                          | 165                     | Jelte Krijnsen          | 94º                     | 175                     | Miles Scotson           | 99º                     |
| 156                        | Kevin Vermaerke            | R                          | 166                     | Kelland O'Brien         | 84º                     | 176                     | Giosuè Epis             | 85º                     |
| 157                        | Bram Welten                | 118º                       | 167                     | Max Walscheid           | 93º                     | 177                     | Pierre Thierry          | 107º                    |
| Lotto                      | Lotto                      | Lotto                      | Israel-Premier Tech     | Israel-Premier Tech     | Israel-Premier Tech     | Uno-X Mobility          | Uno-X Mobility          | Uno-X Mobility          |
| Nº                         | Ciclista                   | Clas.                      | Nº                      | Ciclista                | Clas.                   | Nº                      | Ciclista                | Clas.                   |
| 181                        | Jenno Berckmoes            | 30º                        | 191                     | Tom Van Asbroeck        | 86º                     | 201                     | Jonas Abrahamsen        | 61º                     |
| 182                        | Sébastien Grignard         | 69º                        | 192                     | Joseph Blackmore        | 37º                     | 202                     | Markus Hoelgaard        | 45º                     |
| 183                        | Arjen Livyns               | 23º                        | 193                     | Matis Louvel            | 21º                     | 203                     | Erik Resell             | R                       |
| 184                        | Alec Segaert               | 47º                        | 194                     | Nadav Raisberg          | 124º                    | 204                     | William Blume Levy      | 67º                     |
| 185                        | Steffen De Schuyteneer     | 41º                        | 195                     | Michael Schwarzmann     | R                       | 205                     | Amund G. Jansen         | R                       |
| 186                        | Brent Van Moer             | 46º                        | 196                     | Guillaume Boivin        | 87º                     | 206                     | Anders Skaarseth        | 122º                    |
| 187                        | Baptiste Veistroffer       | 116º                       | 197                     | Jake Stewart            | 121º                    | 207                     | Rasmus Tiller           | 34º                     |
| Tudor Pro Cycling Team     | Tudor Pro Cycling Team     | Tudor Pro Cycling Team     | TotalEnergies           | TotalEnergies           | TotalEnergies           | Q36.5 Pro Cycling Team  | Q36.5 Pro Cycling Team  | Q36.5 Pro Cycling Team  |
| Nº                         | Ciclista                   | Clas.                      | Nº                      | Ciclista                | Clas.                   | Nº                      | Ciclista                | Clas.                   |
| 211                        | Matteo Trentin             | 14º                        | 221                     | Rayan Boulahoite        | 55º                     | 231                     | Fabio Christen          | 57º                     |
| 212                        | Marco Haller               | 56º                        | 222                     | Alexys Brunel           | R                       | 232                     | David Gonzalez          | 105º                    |
| 213                        | Petr Kelemen               | R                          | 223                     | Sandy Dujardin          | 42º                     | 233                     | Kamil Małecki           | R                       |
| 214                        | Alexander Krieger          | 108º                       | 224                     | Thomas Gachignard       | 58º                     | 234                     | Nicolò Parisini         | 32º                     |
| 215                        | Marius Mayrhofer           | R                          | 225                     | Samuel Leroux           | 110º                    | 235                     | Jannik Steimle          | 68º                     |
| 216                        | Rick Pluimers              | 72º                        | 226                     | Geoffrey Soupe          | R                       | 236                     | Rory Townsend           | 101º                    |
| 217                        | Fabian Lienhard            | 120º                       | 227                     | Anthony Turgis          | 29º                     | 237                     | Giacomo Nizzolo         | R                       |
| Team Flanders-Baloise      |                            |                            |                         |                         |                         |                         |                         |                         |
| Nº                         | Ciclista                   | Clas.                      |                         |                         |                         |                         |                         |                         |
| 241                        | Alex Colman                | 79º                        |                         |                         |                         |                         |                         |                         |
| 242                        | Toon Clynhens              | R                          |                         |                         |                         |                         |                         |                         |
| 243                        | Siebe Deweirdt             | 130º                       |                         |                         |                         |                         |                         |                         |
| 244                        | Jonas Geens                | 83º                        |                         |                         |                         |                         |                         |                         |
| 245                        | Elias Maris                | 111º                       |                         |                         |                         |                         |                         |                         |
| 246                        | Brem Deman                 | R                          |                         |                         |                         |                         |                         |                         |
| 247                        | Dylan Vandenstorme         | 104º                       |                         |                         |                         |                         |                         |                         |